# Boss’ Life
Boss' Life – ostatni singel amerykańskiego rapera Snoop Dogga, który promował album pt. Tha Blue Carpet Treatment. W oryginalnej wersji, gościnnie występował Akon, jednak z powodu nieporozumień z wytwórnią, wokale zostały zastąpione przez nowe wersy Nate Dogga. Współautorem zwrotki Calvina był raper The D.O.C., natomiast sample zaczerpnięto z utworu "If Tomorrow Never Comes", zespołu muzycznego The Controllers.

## Lista utworów
Opracowano na podstawie źródła.
Strona A
1. "Boss' Life (Clean)"
2. "Boss' Life (Instrumental)"

Strona B
1. "Boss' Life (Dirty)"
2. "Boss' Life (Instrumental)"

## Notowania
| Notowanie (2007)                | Najwyższa pozycja |
| ------------------------------- | ----------------- |
| Radio & Records Airplay - Urban | 35                |
| Hot R&B/Hip-Hop Songs           | 65                |